# ウィ・ラヴ・ユー
「ウィ・ラヴ・ユー」（英語: We Love You）は、日本の作曲家である坂本龍一の楽曲。1990年12月5日にヴァージン・ジャパンからリリースされた。

## 制作

### ウィ・ラヴ・ユー
イギリスのロックバンドであるローリング・ストーンズが、1967年に発表した「ウィー・ラヴ・ユー」のカヴァーで、「Edited Talking Drums Mix」として、David Durrellによるリミックスが施されている。

### ストロング・リラックス
1990年に行われた『NEC夏のCライフフェア』のために作られた曲。

### 戦場のメリー・クリスマス -ドライヴスR.S.-
FM東京「Premiere 3」のハウスミュージック特集・応用編で作られた「メリー・クリスマス・ミスター・ローレンス」のリミックス・ヴァージョン。以降、番組のオープニング・テーマとして使用された。

## 収録曲
| #         | タイトル                                                                                  | 作詞                                | 作曲                                | 時間  |
| --------- | ----------------------------------------------------------------------------------------- | ----------------------------------- | ----------------------------------- | ----- |
| 1.        | 「ウィ・ラヴ・ユー」(We Love You)                                                         | ミック・ジャガー キース・リチャード | ミック・ジャガー キース・リチャード | 4:58  |
| 2.        | 「ストロング・リラックス」(Strong Relax)                                                  |                                     | 坂本龍一                            | 2:03  |
| 3.        | 「戦場のメリー・クリスマス -ドライヴスR.S.-」(Merry Christmas Mr. Lawrence - Drives R.S.) |                                     | 坂本龍一                            | 7:33  |
| 合計時間: | 合計時間:                                                                                 | 合計時間:                           | 合計時間:                           | 14:34 |